# Dolany, Klatovy
Dolany là một làng thuộc huyện Klatovy, vùng Plzeňský, Cộng hòa Séc.

## Gallery

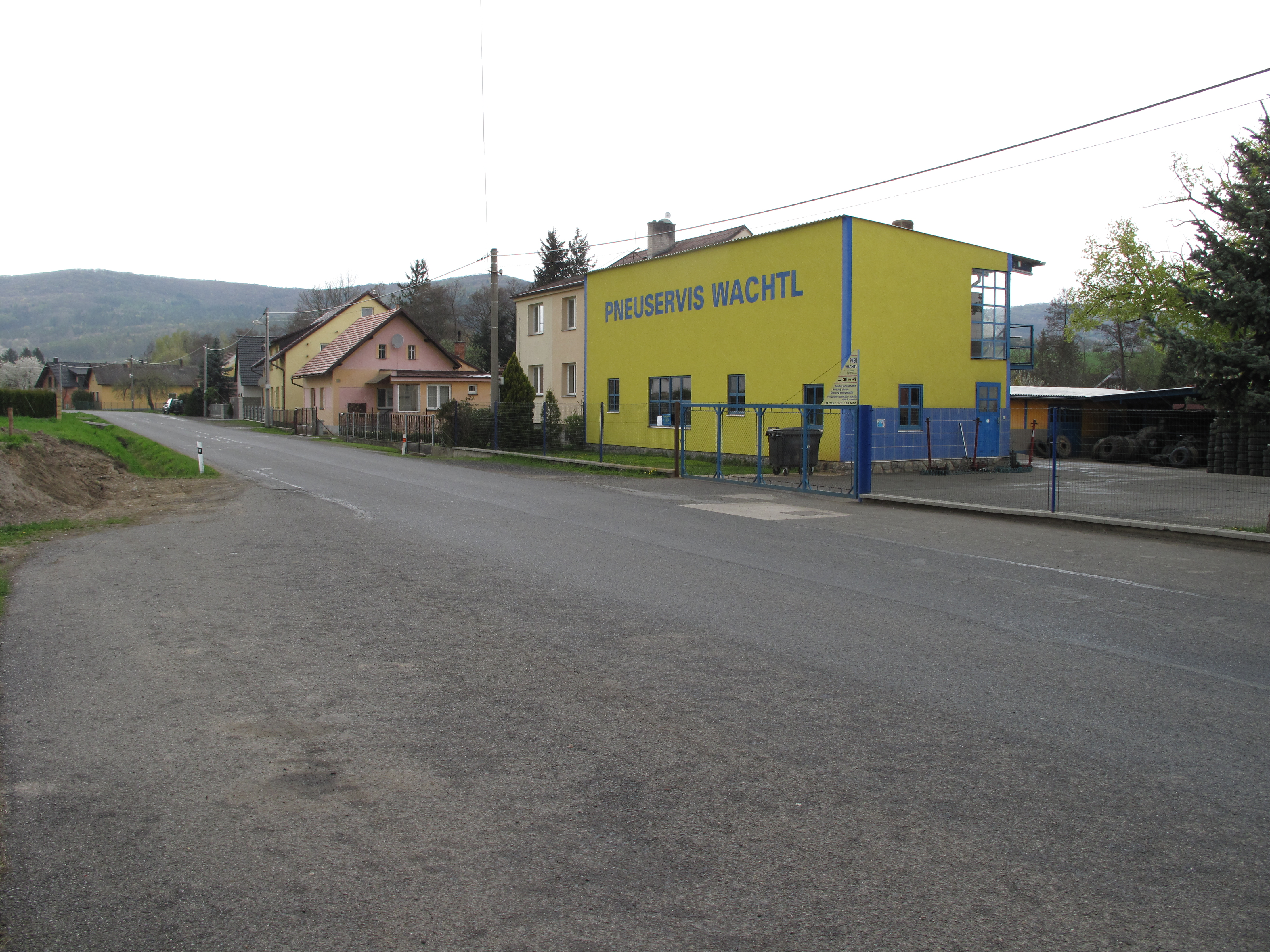
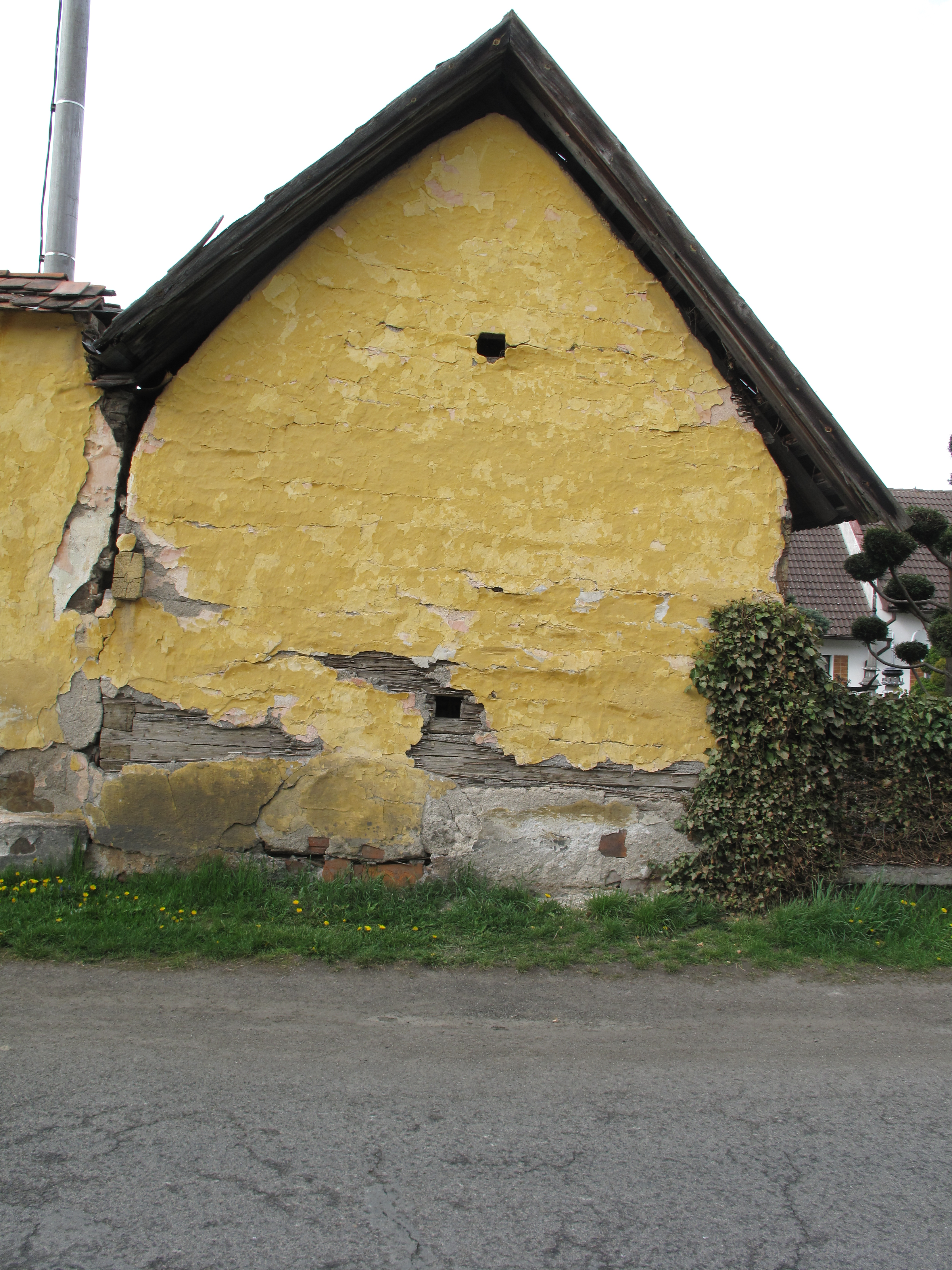
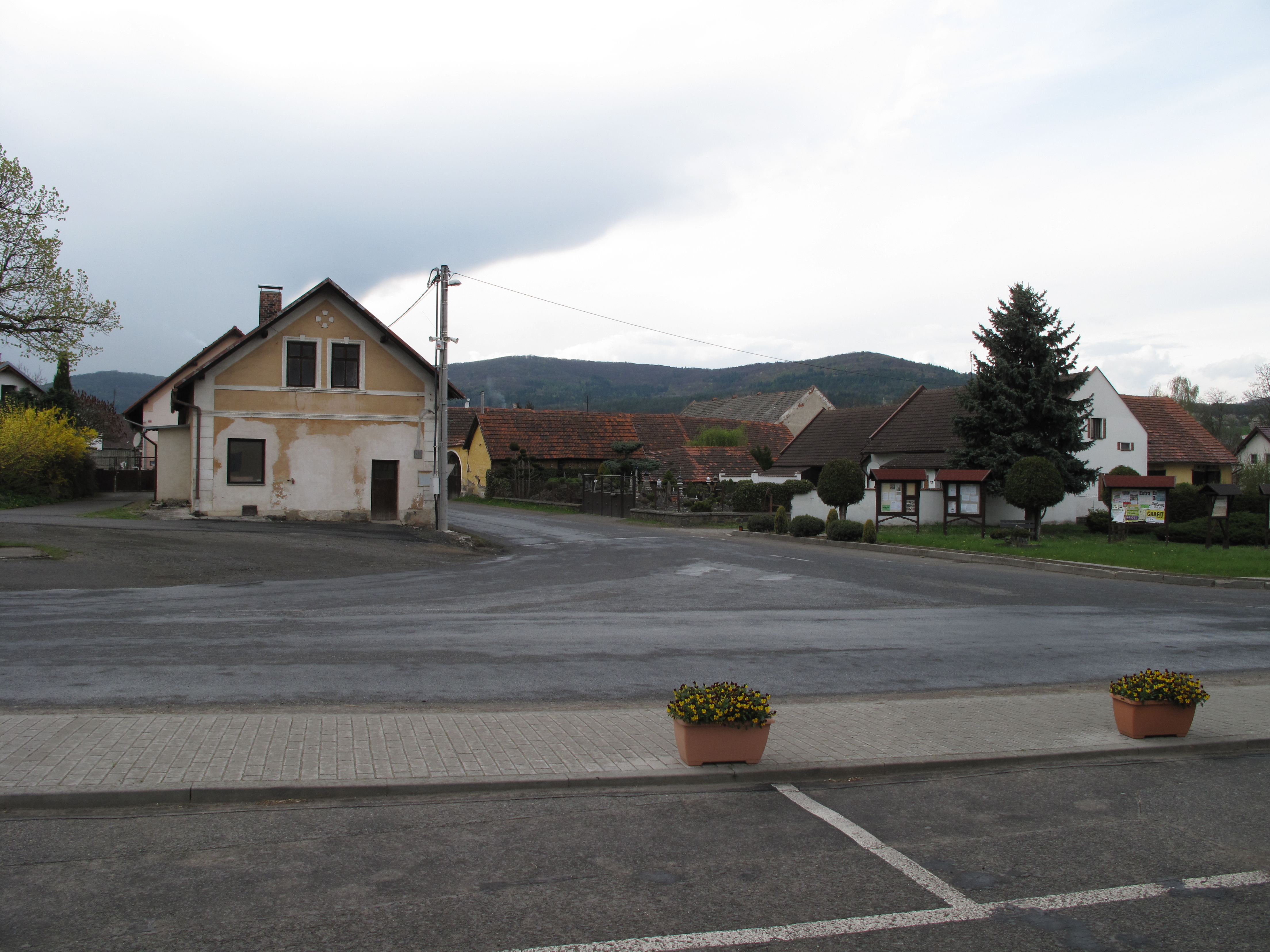